# 梅澤彦太郎
梅澤 彦太郎（うめざわ ひこたろう、1893年5月23日 - 1969年8月23日）は、日本の実業家、日本医事新報社 社長、社団法人日本陶磁協会 初代理事長、日本出版協会会長。号は曙軒。

## 略歴
- 東京慈恵会医院医学専門学校（現 東京慈恵会医科大学）中退
- 1921年 - 日本医事新報社創業、社長就任
- 日本出版協会会長
- 1954年 - （社）日本陶磁協会設立初代理事長

## 出版物
編纂
- 1937年 - 『近代名醫一夕話』 日本医事新報社
- 1943年 - 『岡田和一郎先生伝』 日本医事新報社

監修
- 『茶道名器鑑 1巻～6巻』 山田健太郎（編） 求竜堂